# Гербштайн
Гербштайн (нім. Herbstein) — місто в Німеччині, знаходиться в землі Гессен. Підпорядковується адміністративному округу Гіссен. Входить до складу району Фогельсберг.
Площа — 79,98 км2. Населення становить 4709 ос. (станом на 31 грудня 2020).